# Кримолоа
Кримолоа (фр. Crimolois) насеље је и општина у источном делу централне Француске у региону Бургоња, у департману Златна обала која припада префектури Дижон.
По подацима из 2011. године у општини је живело 697 становника, а густина насељености је износила 194,15 становника/km². Општина се простире на површини од 3,59 km². Налази се на средњој надморској висини од 216 метара (максималној 229 m, а минималној 208 m).

## Демографија
| 1962. | 1968. | 1975. | 1982. | 1990. | 1999. | 2011. |
| ----- | ----- | ----- | ----- | ----- | ----- | ----- |
| 260   | 279   | 341   | 388   | 505   | 523   | 697   |

График промене броја становника у току последњих година